# Ralph Kronig
Ralph de Laer Kronig, (n. 10 martie 1904, Dresda, Germania; d. 16 noiembrie 1995 Zeist, Olanda), numele la naștere Ralph Kronig, a fost un fizician american german. A participat la faza inițială a dezvoltării mecanicii cuantice și a aplicațiilor acesteia în fizica atomică și moleculară.
Kronig a formulat ipoteza spinului electronului în 1925, cu câteva luni înaintea lui George Uhlenbeck și Samuel Goudsmit, însă nu a publicat-o. A adus contribuții la teoria spectroscopiei de absorbție a razelor X.